# ブラック・ジャック 空からきた子ども
『ブラック・ジャック 空からきた子ども』（ブラック・ジャック そらからきたこども）(英題:Black Jack: The Child Who Came from the Sky)は、2000年制作の瀬谷新二監督によるアニメ作品。4:3サイズ。『週刊少年チャンピオン』応募者全員サービス用のDVD（OAD）及び、『BLACK JACK Limited Edition BOX』に含まれるビデオ。2024年現在Amazonプライム・ビデオほかで配信もされている。ブラック・ジャックのアニメ化作品かつ手塚プロのOVAで、セル画で制作されたのは本作品が最後である。

## 概要
原作の「空からきた子ども」のアニメ化であり、OVA版と比較するとストーリーと絵も原作に近い。なお、音楽は新しく制作されたもの。手塚プロダクション・秋田書店制作。オリジナルの設定として、ブラック・ジャックの住まいが房総半島にあるという設定になっている。手術シーンは少年誌の応募商品ながら、血の表現と内臓がしっかりと描かれている。本作のモデルとなったベレンコ中尉亡命事件は、原作が掲載された『週刊少年チャンピオン』発売日のわずか11日前のことだった。

## ストーリー
ブラック・ジャックの元に、最新鋭戦闘機「レポール」に乗ってベラド共和国の軍人ガガノフがやって来た。銃を向けながら高圧的な態度で息子アンドレイの治療をブラック・ジャックに依頼するガガノフ。アンドレイの体は、心室中隔欠損症に伴うアイゼンメンゲル症候群によって手の施し様がない状態に陥っていた。一度は治療を断るブラック・ジャックだが、目の前でアンドレイが倒れる姿を見て、医者としての本能が動き出す。
北方の軍事独裁国家ベラド共和国の空母で爆発事故が起こり、混乱の中を艦載機の最新鋭の垂直離着陸機「レポール」が飛び立つ。操縦しているのはカガノフ少佐で、妻と息子を同乗させて亡命を図ったのだった。息子アンドレイの心室中隔欠損症はアイゼンメンゲル症候群にまで進行しており、満足な治療を受けることができない祖国を捨て、ブラックジャックを頼ったのだった。しかし進行してしまった時点で有効な手術法がないためブラックジャックは治療を拒否する。自室で悔しさを噛みしめるブラックジャックであったが、ある手術法を思いつき、夫妻に提案する。それはシャム双生児の分離の逆をいくもので、親のひとりと子供を接合し肺血流を共有するという大胆な方法だった。母親とアンドレイの接合に成功したブラックジャックは、あくまで心肺移植までのつなぎだと告げる。垂直離着陸機の機密を守るべくベラド共和国はカガノフ少佐一家を抹殺するための戦闘機隊を送る。飛び立ったカガノフは妻子を守るために自爆を選ぶ。ブラックジャックはカガノフが残した礼金の札束が風に舞い散るのを眺めながら父親の愛の深さを知るのだった。

## キャスト
- ブラック・ジャック - 大塚明夫
- ピノコ - 水谷優子
- ガガノフ - 池田勝
- ミゲル - 夏樹リオ
- アンドレイ - 渡辺優子
- 上官 - 巻島直樹
- アナウンサー - 金永哲
- 無線の声 - 志賀克也
- 兵士 - 吉田祐介、竹澤順貴

## スタッフ
- 作画監督 - 瀬谷新二
- 作監補佐 - 吉村昌輝
- 編集 - 森田清次
- 音響監督 - 千葉耕市
- 効果 - 倉橋静男
- プロデューサー - 久保田稔、大石光明
- 企画 - 古徳稔
- 美術監督 - 岡田和夫
- テクニカルディレクター - 高橋賢太郎
- 撮影監督 - 荒川浩介
- 3Dディレクター - 那須信司
- 医学監修 - 竹下俊隆
- 監督 - 瀬谷新二